# Скіту (Васлуй)
Скіту (рум. Schitu) — село у повіті Васлуй в Румунії. Входить до складу комуни Богденіца.
Село розташоване на відстані 260 км на північний схід від Бухареста, 15 км на південь від Васлуя, 72 км на південь від Ясс, 123 км на північ від Галаца.

## Населення
За даними перепису населення 2002 року у селі проживали 77 осіб, усі — румуни. Усі жителі села рідною мовою назвали румунську.